# Балаян, Тигран Кимович
Тигран Балаян (арм. Տիգրան Բալայան; родился 29 октября 1977, Ереван, Армянская ССР, СССР) — армянский дипломат и историк.

## Биография
- 1994—1999 — Факультет международных отношений ЕГУ. Степень по истории и международным отношениям.
- 1999—2002 — Аспирантура факультета международных отношений ЕГУ. Кандидат исторических наук. Тема диссертации "Нагорно-карабахский вопрос и международная дипломатия в 1991—1994 гг".
- 2000—2002 — Факультет международных отношений Дипломатической академии МИД РФ.
- 1997—2000 — Помощник постоянного представителя НКР в Армении, ответственный за связи с общественностью.
- 2000—2002 — Помощник главы политического отдела Посольства Армении в России.
- 2002—2004 — Преподаватель в Российско-армянском (славянском) университете.
- 2002—2003 — Атташе в департаменте информации и связей с общественностью МИД Республики Армения.
- 2003—2004 — Атташе отдела НАТО департамента по контролю над вооружениями и международной безопасности МИД РА.
- 2004—2007 — Третий, затем второй секретарь посольства РА в Королевстве Бельгия.
- 2007—2008 — И.о. главы отдела по связям с прессой в департаменте прессы и информации МИД РА.
- С 2007 — Преподаватель в факультете международных отношений ЕГУ.
- 2008—2010 — И.о. пресс-секретаря, а также главы департамента прессы и информации МИД РА.
- С июня 2010 по 2018 год — Пресс-секретарь МИД РА.
- С 4 октября 2018 года — посол Армении в Нидерландах.

Является автором многочисленных научных статей, а также монографии "Нагорно-карабахский вопрос и международная дипломатия в 1991—1994 гг". Автор сборника лекции по предмету "Многосторонняя дипломатия".
Помимо родного армянского, владеет русским, английским и французским языками.

## Награды и звания
Тигран Балаян был награждён медалью «Мхитар Гош» (1 марта 2016 г.) (присуждается за выдающиеся заслуги в государственной и общественно-политической деятельности, а также за значительные заслуги в сферах дипломатии, юриспруденции и политологии), а также медалью Министерства иностранных дел имени Джона Киракосяна за эффективное и успешное выполнение служебных обязанностей (25 декабря 2015 г.).
2 марта 2016 года указом президента Армении Сержа Саргсяна Тиграну Балаяну был присвоен дипломатический ранг чрезвычайного посланника и полномочного министра.

## Персональные данные
Женат, имеет сына и дочь. Отец, Ким Габриелович Балаян, член Конституционного Суда Армении.